# Amin Gemayel
Amin Gemayel (Arabisch: أمين الجميل) (Bikfaya bij Beiroet, 10 november 1942) was president van Libanon van 1982 tot 1988. Amin is de zoon van Pierre Gemayel, de oprichter van de Falangistische Partij van Libanon. Hij is een maronitisch christen. Vanaf 1970 was hij parlementslid.
Kort nadat zijn jongere broer Bashir in augustus 1982 verkozen werd tot president, kwam deze om het leven door een bomaanslag, en past daarmee in een lange rij van aanslagen op vooraanstaande Libanezen. Twee dagen later schoven de falangisten Amin in plaats van Bashir naar voren als kandidaat.
Bij de verkiezing van Bashir was het uiterst moeilijk geweest om het vereiste quorum in het parlement aanwezig te krijgen, omdat veel moslim-afgevaardigden niets met Bashir te maken wilden hebben. Bij de verkiezing van Amin, een paar weken later, waren bijna alle nog in leven zijnde parlementariërs niet alleen aanwezig, maar stemden ook voor hem. Hij verkreeg 77 van de 80 stemmen bij 3 onthoudingen. De hoop van Libanon was op hem gevestigd.
In de Libanese burgeroorlog kwam echter geen wending door deze verkiezing. Aan het einde van zijn zesjarige termijn was Libanon bijna doodgebloed. Aangezien het zelfs niet meer mogelijk was om het parlement voor een presidentsverkiezing bijeen te krijgen, benoemde Amin Gemayel de opperbevelhebber van de christelijke strijdkrachten, Michel Aoun, tot premier en droeg aan hem de presidentiële bevoegdheden over.